# مریدان مسیح
تأسیس فرقه مریدان مسیح (Disciples of Christ) به عنوان یکی از زیر شاخه‌های مذهب پروتستان درآمریکا به سال ۱۸۰۰ بازمی‌گردد و بیشتر پرسبی‌ترین‌ها بودند که این فرقه را پایه‌گذاری کرده و به تکامل آن کمک کردند.
عقیده پیروان مریدان مسیح این است که با جامعه باز در جلسات هفتگی شرکت کنند و به عقاید یکدیگر گوش دهند، در ایمان خود آزاد باشند و مجبور نباشند از یک مقام برتر دستور بگیرند و از راه مطالعه انجیل بر حصول عقیده خود و آزادی دیگران بکوشند، هرچند به غسل تعمید احترام می‌گذارند ولی آن را ضروری نمی‌دانند و هر کس بنا برخاست خود به آن عمل می‌کند.